# Ernst Schmidt
Ernst Schmidt (Essen-Borbeck-Mitte, 1924. október 12. – 2009. december 16.) német történész, aktivista, politikus és író. Aktív tagja volt az 1956-ban betiltott Németország Kommunista Pártjának, ő is börtönbe került. Később esseni helytörténész lett.